# Satyrium microcorys
Satyrium microcorys är en orkidéart som beskrevs av Rudolf Schlechter. Satyrium microcorys ingår i släktet Satyrium och familjen orkidéer. Inga underarter finns listade i Catalogue of Life.